# Berteaucourt-les-Dames
Berteaucourt-les-Dames település Franciaországban, Somme megyében. Lakosainak száma 1095 fő (2022. január 1.). Berteaucourt-les-Dames Vignacourt, Pernois, Saint-Léger-lès-Domart és Saint-Ouen községekkel határos.

## Népesség
A település népességének változása:
| Lakosok száma | 1144 | 1161 | 1173 | 1162 | 1133 | 1103 | 1074 | 1089 | 1095 |
|               | 2013 | 2015 | 2016 | 2017 | 2018 | 2019 | 2020 | 2021 | 2022 |